# モンゴル国の大学一覧
モンゴル国の大学一覧（もんごるこくのだいがくいちらん）

## 大学
- モンゴル国立大学
- モンゴル医科大学
- ウランバートル大学
- 人文大学
- モンゴル教育大学
- モンゴル文化教育大学
- モンゴル科学技術大学
- モンゴル工業技術大学
- モンゴル金融経済大学（英語版）
- モンゴル生命科学大学